# Tekniska Föreningen i Örebro
Tekniska Föreningen i Örebro är en intresseförening för ingenjörer, utexaminerade från Tekniska läroverket i Örebro, nuvarande Rudbecksskolan. Föreningen grundades 1876.